# شیرجه در المپیک تابستانی ۱۹۹۶
شیرجه در بازی‌های المپیک تابستانی ۱۹۹۶ نام رویداد ورزش شیرجه در بازی‌های المپیک تابستانی بود که در سال ۱۹۹۶ برگزار شد.

## جدول مدال‌ها
| رتبه | کشور                      | طلا | نقره | برنز | مجموع |
| ۱    | چین (CHN)                 | ۳   | ۱    | ۱    | ۵     |
| ۲    | روسیه (RUS)               | ۱   | ۱    | ۰    | ۲     |
| ۳    | آلمان (GER)               | ۰   | ۲    | ۰    | ۲     |
| ۴    | ایالات متحده آمریکا (USA) | ۰   | ۰    | ۲    | ۲     |
| ۵    | کانادا (CAN)              | ۰   | ۰    | ۱    | ۱     |

## کشورهای شرکت کننده
| - ارمنستان (۲) - استرالیا (۷) - اتریش (۲) - جمهوری آذربایجان (۱) - بلاروس (۵) - بولیوی (۱) - بلغارستان (۱) - کانادا (۶) - چین (۷) - چین تایپه (۲) | - کاستاریکا (۱) - فرانسه (۱) - گرجستان (۲) - آلمان (۷) - بریتانیای کبیر (۵) - یونان (۱) - هنگ کنگ (۱) - مجارستان (۲) - ایتالیا (۲) - ژاپن (۳) | - قزاقستان (۵) - کویت (۲) - مکزیک (۵) - کره شمالی (۳) - پورتوریکو (۲) - رومانی (۳) - روسیه (۷) - کره جنوبی (۴) - اسپانیا (۵) - سری‌لانکا (۱) | - سوئد (۳) - سوئیس (۱) - تاجیکستان (۲) - تایلند (۲) - اوکراین (۶) - ایالات متحده آمریکا (۸) - اروگوئه (۱) - ونزوئلا (۱) - یوگسلاوی (۲) - زیمبابوه (۱) |